# Isadore Greenbaum
Isadore Greenbaum, né le 12 juin 1912 à New York (États-Unis) et mort le 9 février 1997 dans le comté d'Orange (États-Unis), est un militant antifasciste américain. 

## Rassemblement nazi au Madison Square Garden en 1939
Tantôt décrit comme aide plombier au chômage, tantôt comme employé d'un hôtel de Brooklyn, Isadore Greenbaum est célèbre pour avoir perturbé le rassemblement du German American Bund (une organisation nazie américaine) en interrompant le discours de son führer, Fritz Kuhn, au Madison Square Garden le 20 février 1939, devant un public de 22 000 nazis. Le physique de Greenbaum ayant été jugé suffisamment aryen par les membres du service d'ordre, il put entrer dans la salle et se frayer un chemin jusqu'à la scène pour y monter et crier « À bas Hitler ! »,. 
Après ce coup d'éclat, il fut tabassé par le service d'ordre, avant d'être exfiltré par la police de New York, qui le plaça en garde à vue pour trouble à l'ordre public. Il fut libéré le lendemain après que des amis eurent payé son amende de 25 $.

## Seconde Guerre mondiale
Après l'attaque de Pearl Harbor et l'entrée en guerre des États-Unis, Isadore Greenbaum s'enrôla dans l'US Navy pour combattre les nazis. Il termina la guerre au rang de premier maître. 

## Après-guerre
Plusieurs années après la fin de la guerre, Isadore Greenbaum s'installa à Tustin avec sa famille. 
Par la suite, il commença à pêcher, presque tous les jours, du côté de la jeté de Newport (en). Cette habitude, qu'il perpétua pendant près de quatre décennies jusqu'à sa mort, lui valut une petite célébrité locale au point que la partie sud-est de la jetée (celle ou il préférait jeter sa ligne) fut surnommée le « coin de Pops » (Pops étant son surnom californien). 
Après avoir subi une fracture de la hanche et une crise cardiaque, il fut hospitalisé et mourut peu de temps après, le 9 février 1997. Il laissa derrière lui sa femme Gertrude, ses trois enfants et ses sept petits-enfants.